# سيدني هووك
سيدني هووك (بالإنجليزية: Sidney Hook)‏ هو فيلسوف وكاتب وأستاذ جامعي أمريكي، ولد في 20 ديسمبر 1902 في نيويورك في الولايات المتحدة، وتوفي في 12 يوليو 1989 في ستانفورد في الولايات المتحدة.

## وصلات خارجية
- سيدني هووك على موقع الموسوعة البريطانية (الإنجليزية)
- سيدني هووك على موقع إن إن دي بي (الإنجليزية)